# Patons River
Der Patons River ist ein Fluss im Südwesten des australischen Bundesstaates Tasmanien. 

## Geografie
Der fast zehn Kilometer lange Patons River entspringt an der Westhängen des Rocky Hill im Südwesten des Cradle-Mountain-Lake-St.-Clair-Nationalparks. Von dort fließt er nach Süd-Südosten bis zum Lyell Highway, wo er zusammen mit dem Balaclava River den Collingwood River bildet.